# Гигантски калмари
Гигантските калмари (Architeuthis) са род едри главоноги, единствен в семейство Architeuthidae.
Те са дълбоководни калмари, които достигат дължина 13 m - едни от най-едрите мекотели след колосалния калмар (Mesonychoteuthis hamiltoni). Родът е слабо изучен, главно въз основа на случайно уловени или изхвърлени на сушата екземпляри, като за пръв път негови представители са заснети в естествената им среда през 2004 година.

## Видове
- Architeuthis dux – Гигантски калмар
- Architeuthis hartingii
- Architeuthis japonica
- Architeuthis kirkii
- Architeuthis martensi
- Architeuthis physeteris
- Architeuthis sanctipauli
- Architeuthis stockii